# Södra Larmgatan
Södra Larmgatan är en gata i stadsdelen Inom Vallgraven i centrala Göteborg. Gatan är cirka 320 meter lång, och sträcker sig från Kaserntorget 9 till Kungstorget. Den är numrerad från 1 till 22. I öster fortsätter gatan i den del av Kungstorget, som ligger på nordsidan av Saluhallen. Cirka 170 meter öster om östra änden av Södra Larmgatan ligger Kungsportsplatsen, och öster därom tar Östra Larmgatan vid.

## Historik
Gatan fick sitt namn 1669 efter sin placering innanför fästningsvallen, där behovet av snabb uppställning av trupper var avgörande (att larma). Beteckningen Södra Larmgatan fastställdes 1852, men förekommer redan 1820. Gamla namn är Allarm- eller Wall-Gather (1669), Larm- eller rundgatan kring staden (1690), Alarmgatan ( 1695), Wallgången och Allarmgatan (1712). 

## Verksamheter
Södra Larmgatan är i sin östra hälft i första hand en gågata, kantad av butiker och verksamheter av olika slag. Här finns både bokhandlar, inredningsbutiker, klädbutiker och multibiograf.
Platins Vinhandel låg vid Södra Larmgatan 4. Huset uppfördes 1904 efter ritningar av stockholmsarkitekten Isak Gustaf Clason.
Framför Sociala Huset låg från 1912 till 1966 Trädgårdshallen som var en saluhall för växter i Göteborg.